# Algirdas Martinaitis
 (octobre 2014).
Œuvres principales
- 'Musique des derniers jardins
- Oiseaux d'Éden
- Cantus ad futurum
- Livre du Début et de la Fin

Algirdas Martinaitis est un compositeur contemporain lituanien né en 1950.

## Biographie
Algirdas Martinaitis (ne le 17 mai 1950) étudie à l'académie de musique de Lituanie, dont il sort diplômé en 1978. Il commence alors sa carrière dans les années 70 au sein de la génération néo-romantique. L'œuvre Cantus ad futurum (1982), cantate de chambre-concerto est reconnue comme l'une des œuvres les plus importantes du XXe siècle en Lituanie.
De 1987 à 1990, il travaille au théâtre russe, et de 1995 à 1998, il est directeur musicale du théâtre académique. Il reçut la distinction nationale la plus haute, la récompense nationale lituanienne, en 1989. Il reçut les titres de Meilleur compositeur de l'année en 1997 (Prix St Christophe) en 2008 et 2012 (deux Croix Dorée pour la scène). En 2004, l'union des compositeurs lituaniens lui décerne le prix de la meilleurs composition électro-acoustique pour sa performance multimédia La prière du Mot Fidèle. En 2010, le compositeur a reçu le prix de la ville de Vilnius, pour les bienfaits qu'il a apportés à la vie culturelle de sa ville. En 2011, il est le premier à recevoir le prix M.K.Čiurlionis décerné par l'union des compositeurs lituaniens.

## Œuvres
Sa musique est jouée à de nombreux festivals de musique contemporaine en Lituanie et à l'étranger : le festival de musique balte de Stockholm (1992, SE), le festival de Glamorgan (1996, UK), Probaltica'97 (PL), MaerzMusik (2003, DE).
Après s'être fait connaître par sa musique de chambre (Musique des derniers jardins, Oiseaux d'Éden, Cantus ad futurum), A. Martinaitis s'est tourné vers une musique qu'il qualifie de « nouvelle animalité » et a composé le Livre du Début et de la Fin, une œuvre de 8 parties indépendantes incluant une satire orwellienne et des éléments bibliques.
Martinaitis ironise souvent sur la maîtrise technique des compositeurs et développe une méthode « à la main », « non systématique »…  Il incorpore de la musique folklorique lituanienne, des sons orientaux, des gestes théâtraux, des fragments de musique concrète. La synthèse de ces éléments est la caractéristique de sa musique.
Algirdas Martinaitis a également écrit un Alleluia sur un poème de la liturgie orthodoxe, pour ensemble vocal à 8 voix. L'écriture de cette pièce recèle de questions-réponses très rythmées.